# پولیکارپوف ان‌بی
پولیکارپوف ان‌بی (Nochnoi Bombardirovshchik - بمب افکن شب) یک بمب افکن دو موتوره ساخت شوروی بود که در طول جنگ جهانی دوم طراحی شد. تنها یک نمونه اولیه از این هواپیما قبل از پایان برنامه توسعه آن به دلیل مرگ نیکلای نیکولایویچ پولیکارپوف، رئیس دفتر طراحی هواپیما، در سال ۱۹۴۴ ساخته شده بود.

## مشخصات فنی
داده‌ها از Gunston, The Osprey Encyclopedia of Russian Aircraft 1875–1995
ویژگی‌های عمومی
- خدمه: ۵
- طول: ۱۵٫۲۹ متر (۵۰ فوت ۲ اینچ)
- پهنای بال: ۲۱٫۵۲ متر (۷۰ فوت ۷ اینچ)
- مساحت بال‌ها: ۵۸٫۱ متر مربع (۶۲۵ فوت مربع)
- ایرفویل: NACA-230
- وزن خالی: ۸٬۸۴۳ کیلوگرم (۱۹٬۴۹۵ پوند)
- وزن ناخالص: ۱۳٬۸۰۰ کیلوگرم (۳۰٬۴۲۴ پوند)
- ظرفیت سوخت: ۲٬۷۶۰ کیلوگرم (۶٬۰۸۵ پوند) (شامل روغن)
- پیشرانه: ۲ عدد موتور ۱۴ سیلندر شعاعی Shvetsov ASh-82FNV، ۱٬۳۷۹ کیلووات (۱٬۸۴۹ اسب بخار) در هر موتور
- ملخ‌ها: سهملخه

عملکرد
- حداکثر سرعت: ۵۱۰ کیلومتر بر ساعت (۳۲۰ مایل بر ساعت، ۲۸۰ گره) در ۵٬۰۰۰ متر (۱۶٬۴۰۰ متر)
- بُرد: ۳٬۰۳۰ کیلومتر (۱٬۸۸۰ مایل، ۱٬۶۴۰ مایل دریایی) همراه ۳٬۰۰۰ کیلوگرم (۶٬۶۱۴ پوند) بمب
- حداکثر ارتفاع: ۶٬۱۵۰ متر (۲۰٬۱۸۰ فوت)
- زمان اوج‌گیری: ۱۲ دقیقه تا ۵٬۰۰۰ متر (۱۶٬۴۰۴ فوت)

تسلیحات

- اسلحه‌ها: 3x 12.7 mm Berezin UB machine guns
- بمب‌ها: تا ۵٬۰۰۰ کیلوگرم (۱۱٬۰۲۳ پوند)